# فیودور تولبوخین
فیودور تولبوخین (روسی: Фёдор Ива́нович Толбу́хин؛ ۱۶ ژوئن ۱۸۹۴ – ۱۷ اکتبر ۱۹۴۹) فرمانده نظامی و مارشال اهل اتحاد جماهیر شوروی بود. از او به‌عنوان یکی از بهترین و ماهرترین ژنرال‌های شوروی در طول جنگ جهانی دوم یاد می‌شود.
او در یک خانواده دهقانی در یاروسلاول به دنیا آمد. تولبوخین برای خدمت در ارتش امپراتوری روسیه طی جنگ جهانی اول داوطلب شد و تا زمان انقلاب اکتبر در ارتش تزاری خدمت کرد.
وی در سال ۱۹۱۸ به ارتش سرخ پیوست و در جنگ داخلی روسیه برای این ارتش جنگید. پس از دانش‌آموختگی از آکادمی نظامی فرونزه (بهترین مدرسه نظامی شوروی) شروع به ترقی در ارتش سرخ کرد تا اینکه در سال ۱۹۳۸ به ریاست ستاد منطقه نظامی ماورای قفقاز رسید. در زمان جنگ جهانی دوم وی به‌عنوان فرمانده نظامی در نبرد استالینگراد مشارکت کرد، سپس در سمت فرمانده جبهه چهارم اوکراین به همراه رودیون مالینوفسکی در نبرد دنیپر و تهاجم دنیپر-کارپاتی شرکت کرد.
او یکی از مهم‌ترین افراد دخیل در پیروزی‌های شوروی در بالکان بود و به همین دلیل در سال ۱۹۴۴ به درجه مارشال ارتقا یافت. در سال آخر جنگ تولبوخین ابتدا آزادسازی بلغارستان را رهبری کرد و سپس در عملیات بلگراد بخش بزرگی از یوگسلاوی را آزاد کرد. او در آوریل ۱۹۴۵ موفق به آزادسازی وین از اشغال آلمان نازی شد و به سرکار آمدن دولت جدید اتریش تحت رهبری کارل رنر کمک کرد.
وی سرانجام در ۱۷ اکتبر ۱۹۴۹ در سن ۵۵ سالگی در مسکو درگذشت. شهر دوبریچ بلغارستان بین سال‌های ۱۹۴۹ تا ۱۹۹۰ به افتخار وی تولبوخین نامیده می‌شد.